# Serranus tortugarum
Serranus tortugarum es una especie de peces de la familia Serranidae en el orden de los Perciformes.

## Morfología
Los machos pueden llegar alcanzar los 8 cm de longitud total.

## Distribución geográfica
Se encuentra al sur de Florida (Estados Unidos), Bahamas, Honduras e Islas Vírgenes.